# Margaretha van Nassau-Weilburg (1426-1490)

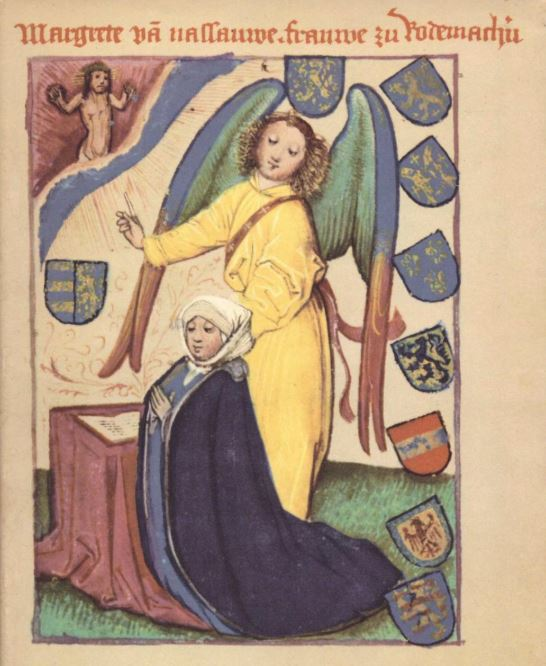
Margaretha van Nassau-Weilburg afgebeeld in haar gebedenboek

Margaretha van Nassau-Weilburg (26 april 1426 - 5 mei 1490), ook bekend als Margaretha van Nassau-Saarbrücken en Margaretha van Rodemachern, was een laatmiddeleeuwse aristocratische boekenverzamelaarster. Ze erfde handgeschreven boeken van haar moeder en breidde haar collectie, die gedeeltelijk bewaard is gebleven, uit door koop, ruil en door werken in opdracht te laten vervaardigen.

## Biografie
Margaretha was de enige dochter van graaf Filips I van Nassau-Weilburg en zijn tweede echtgenote Isabella van Lotharingen. Margaretha had twee oudere broers, Filips en Johan, en een oudere halfzuster, Johannetta. Haar vader stierf toen ze drie jaar oud was. Ze groeide op aan het hof in Saarbrücken.
In 1441 huwde de vijftienjarige Margaretha met heer Gerhard van Rodemachern, zoon van Johan van Rodemachern en Irmgard van Bolchen, die beiden ten tijde van het huwelijk al overleden waren. Het echtpaar had vijf dochters, van wie er twee in het Agnietenklooster te Trier traden.
Gerhard en Margaretha resideerden in Rodemachern in Lotharingen, dat op dat moment tot het hertogdom Luxemburg behoorde. Als weduwengoed verkreeg Margaretha de heerlijkheid Reichersberg in Diedenhofen. Gerhard, die in het spanningsveld tussen Frankrijk en Bourgondië-Habsburg altijd een anti-Bourgondische koers voer, overleed waarschijnlijk in de jaren 1480. Gedurende zijn leven was hij bij militaire conflicten betrokken.
Na haar overlijden werd Margaretha in het Carmelietenklooster te Mainz begraven.

## Margaretha's boekenverzameling
Margaretha erfde haar boeken gedeeltelijk van haar moeder en haar in literatuur geïnteresseerde broer Johan. Meer boeken verwierf ze door te kopen of te ruilen, andere liet ze vervaardigen. Vooral bekend is het in opdracht van Margaretha vervaardigde gebedenboek, dat tegenwoordig in Weimar wordt bewaard.
Margaretha liet afschriften vervaardigen van de roman “Loher und Maller” van haar moeder, die tegenwoordig verdwenen zijn. Bewaard gebleven boeken uit de verzameling van Margaretha worden tegenwoordig bewaard in Hamburg, Gotha en Bad Berleburg.